# Cybocephalus semiflavus
Cybocephalus semiflavus is een keversoort uit de familie Cybocephalidae. De wetenschappelijke naam van de soort is voor het eerst geldig gepubliceerd in 1925 door Champion.